# 1819 na ciência

## Nascimentos
| Data           | Nome                       | Profissão          | Nacionalidade                         | Observações                 | Ref         |
| -------------- | -------------------------- | ------------------ | ------------------------------------- | --------------------------- | ----------- |
| 3 de janeiro   | Charles Piazzi Smyth       | astónomo           | Reino Unido da Grã-Bretanha e Irlanda | m. 1900                     | [ 1 ]       |
| 18 de setembro | Jean Bernard Léon Foucault | físico e astrônomo | França                                | m. 1868 Medalha Copley 1855 | [ 2 ] [ 3 ] |

## Mortes
| Data         | Nome       | Profissão               | Nacionalidade                   | Observações | Ref |
| ------------ | ---------- | ----------------------- | ------------------------------- | ----------- | --- |
| 25 de agosto | James Watt | matemático e engenheiro | Reino da Grã-Bretanha (Escócia) | n. 1736     |     |